# Sheshi
Sheshi (fl. XVII secolo a.C.) è stato un faraone della XV dinastia egizia.

## Biografia
La collocazione di questo sovrano al secondo posto nella XV dinastia, e quindi la sua associazione con il Bnon manetoniano, deriva dalla somiglianza stilistica dei suoi scarabei con quelli di Sekhaenra Sharek.
Dai dati stratigrafici risulterebbe che questo sovrano è stato contemporaneo di Rahotep, considerato il fondatore della XVII dinastia.
Attualmente la durata del suo regno viene stimata, dagli egittologi, intorno al 13/14 anni contro i 44 di Manetone.
Secondo Kim Ryholt questo sovrano sarebbe da attribuire alla XIV dinastia

## Liste reali
| Giuseppe Flavio | anni di regno | Sesto Africano | anni di regno | Canone Reale    | anni di regno | reperti | altre fonti |
| Bnon (Beon)     | 44            | Bnon           | 44            | perso (n°10.16) |               |         |             |

## Titolatura
| G5 |

| G5 |

|       |
| \| \| |
|       |
|       |

|  |

|       |
| \| \| |
|       |
|       |

|  |

| G16 |

| G16 |

|  |

| G8 |

| G8 |

|  |

| M23 · X1 | L2 · X1 |

| M23 · X1 | L2 · X1 |

| N5 | U4 | D36 · ib |

| N5 | U4 | D36 · ib |

| N5 | U4 | D36 · ib |

| N5 | U4 | D36 · ib |

| N5 | U4 | D36 · ib |

| N5 | U4 | D36 · ib |

| N5 | U4 | D36 · ib |

| N5 | U4 | D36 · ib |

| G39 | N5 |

| G39 | N5 |

| N37 · N37 | i |

| N37 · N37 | i |

| N37 · N37 | i |

| N37 · N37 | i |

| N37 · N37 | i |

| N37 · N37 | i |

| N37 · N37 | i |

| N37 · N37 | i |